# نادي أوليمبياس باتراس لكرة السلة
نادي أوليمبياس باتراس لكرة السلة (باليونانية: Α.Ε.Π. Ολυμπιάς)‏ هو فريق كرة سلة يوناني للمحترفين تأسس في سنة 1961 يقع مقره في باتراس.

## الإنجازات
- الدوري اليوناني لكرة السلة الدرجة الثانية: (2006)

## أبرز اللاعبين
من أبرز اللاعبين الذين لعبوا معه:
- أنجيلوس تساميس
- غييرمو دياز
- كوستاس تشاريسيس
- موريس ويتفيلد
- رود براون

## وصلات خارجية
- الموقع الرسمي